# Lisa Carlehed
Lisa Carlehed, född 15 juli 1979 i Göteborg, är en svensk skådespelare och översättare.
Hon är dotter till skådespelaren, regissören och teaterpedagogen Ingemar Carlehed och Christel Körner.
Carlehed började redan i unga år med skådespeleri, huvudsakligen genom dubbning av animerad film, bland annat My Little Pony. 1998 producerade hon med tre andra den uppmärksammade dokumentärfilmen Kil by Night. Efter språkstudier i Paris, studerade hon vid The Method Acting Studio i London 1999 och utexaminerades med en Bachelor of Acting Art från GITIS Scandinavia (Århus, Danmark) 2004.
Sedan dess har Carlehed huvudsakligen varit verksam inom film-, reklam- och teaterproduktion i Danmark och Tyskland, exempelvis spelat med i de på internationella filmfestivaler prisbelönta kortfilmerna Genskabelsen och Lars og Peter (den sistnämnda deltog bland annat i kortfilmstävlan i Cannes 2009), men även synts på scener i Sverige (bland annat på Stockholms Stadsteater) och Norge.
Carlehed har, vid sidan av skådespelaryrket, översatt Tennessee Williams drama The Night of the Iguana till svenska (Leguanens natt, utgiven på Atrium Förlag, 2006).
Carlehed är gift med den danske filmregissören Nicolei Faber. Paret har två döttrar.

## Filmografi (urval)
- 1998 – Kil By Night (kortfilm)
- 2001 – Godots märke (kortfilm)
- 2002 – Beautiful Heidi (kortfilm)
- 2005 – Cinderella World (kortfilm)
- 2006 – Den længste vej (dokumentärfilm)
- 2006 – Genskabelsen (kortfilm)
- 2006 – Jetlag (kortfilm)
- 2007 – Manden og mågen (kortfilm)
- 2007 – Dag & Nat (kortfilm)
- 2008 – Bella Vera (kortfilm)
- 2008 – Lars og Peter (kortfilm)
- 2009 – Don't you see me.../I'm still just right here (kortfilm)
- 2010 – Neel (kortfilm)
- 2011 – You are beautiful (kortfilm)
- 2011 – Brainy (kortfilm)
- 2011 – Junk Love (kortfilm)
- 2011 – Regnbueaber (kortfilm)
- 2012 –  Geister, die ich rief (kortfilm)
- 2012 – Emily Wardill: X-rummet: ”...found himself in a walled garden on the top of a high mountain, and in the middle of it a tree with great birds on the branches, and fruit out of which, if you held a fruit to your ear, came the sound of fighting.” (konstfilm)[1]
- 2013 – Hotell
- 2012 – Dem man elsker (kortfilm)
- 2013 – James Blake, Retrograde (musikvideo av Martin de Thurah)
- 2015 – I dine hænder
- 2019 – Tunnelen
- 2020 – "De förbannade åren"
- 2021 – Utvandrarna
- 2022 – Tack för senast
- 2023 – Munch
- 2024 – Den gränslöse
- 2024 – Den svenska torpeden